# ラクトール

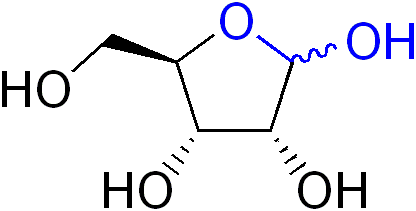
青色で強調されたラクトール基はリボースといった多くの糖類に存在している。

有機化学におけるラクトール（lactol）は、ヘミアセタールあるいはヘミケタールの環状等価体である。
ラクトールはアルデヒドあるいはケトンのカルボニル基へのヒドロキシ基の分子内求核付加によって形成される。
ラクトールは対応するヒドロキシアルデヒドとの平衡混合物としてしばしば見られる。この平衡は環の大きさやその他の配座効果に依存していずれの方向にも偏る。
ラクトール基はアルドースの構成要素として自然界で広く見られる。

## 反応性
ラクトールは以下に示すような様々な化学反応に関与する。
- 酸化によるラクトンの形成
- アルコールと反応しアセタールを形成
  - 糖とアルコールあるいはその他の求核剤との反応によってグリコシドが形成される。
- 還元（脱酸素化）による環状エーテルの形成。